# ناتاشا هانسن
ناتاشا هانسن (من مواليد 15 نوفمبر 1989) هي راكبة دراجات نيوزيلندية مثلت بلدها في الألعاب الأولمبية الصيفية لعامي 2012 و 2016.

## النشأة
ولدت هانسن عام 1989 في تاكابونا على الساحل الشمالي لأوكلاند وهي من أصول ساموا.  نشأت في كانتربري ولعبت كرة الشبكة لفريق كانتربري فليمز بما في ذلك التجارب على المستوى الدولي. كان دافعها لركوب الدراجات في المضمار أثناء المدرسة الثانوية هو زيادة لياقتها لكرة الشبكة. 

## الحياة المهنية
في تجاربها الوطنية الثانية، سجلت أرقامًا قياسية وطنية جديدة في سباق العدو لمسافة 500 متر، مما أهلها لبطولة العالم UCI للناشئين لعام 2007 التي أقيمت في أغواسكالينتيس، المكسيك. كان هذا أول حدث دولي لها وحصلت على مكان تدريبي في المركز العالمي للدراجات في الجزء الناطق بالفرنسية من سويسرا، حيث انتقلت إليها. عادت هانسن إلى نيوزيلندا في العام التالي (2008) وانتقلت إلى Invercargill للتدريب في Invercargill ILT Velodrome ، ثم قاعدة فريق الدراجات النيوزيلندي. خلال فترة وجودها هناك في مدينة ساوثلاند، تدربت كمراقب جوي في مطار إنفركارجيل .   في بطولة أوقيانوسيا للدراجات لعام 2011 ، حصلت على ألقاب في سباق الفريق، وكيرين، وحدث الـخمسمائة متر. لقد ضمن لها هذا مكانًا في دورة الألعاب الأولمبية الصيفية لعام 2012 لـ Keirin والعدو السريع .   تم تشتيت انتباهها بسبب وفاة صديقتها المقربة بسبب السرطان، وعادت هانسن إلى نيوزيلندا في يوليو 2012 لحضور الجنازة. وجاءت في المركز 12 في سباق السرعة والمركز 11 في كيرين.
استعادت هانسن دافعها لركوب الدراجات في المضمار وانتقلت إلى كامبريدج في 1 يناير 2015 ؛ كان المنتخب الوطني قد انتقل إلى أفانتيدروم عندما تم افتتاحه رسميًا في أبريل 2014. في الوقت نفسه، انتقلت إلى مطار هاميلتون للعمل.  تعاونت مع كاتي سكوفيلد لسباق الفريق واحتلت المركز الرابع في لقاء كأس العالم في كالي ، كولومبيا، في يناير 2015.   كانت هانسن تتنافس مع سكوفيلد و ستيفاني ماكينزي للاختيار من بينهن لأولمبياد ريو 2016 عندما احتلت المركز الخامس في سباق فردي في مارس 2016 في بطولة UCI Track لعام 2016 في لندن، وقد ضمن هذا الأداء مكانها في أولمبيادها الثاني. تم تأكيد هانسن من قبل اللجنة الأولمبية النيوزيلندية كجزء من أول راكبي دراجات تم اختيارهم لريو في 7 أبريل 2016.  تم تأكيد ما تبقى من الفريق في يوليو، وشمل ذلك أوليفيا بودمور التي كانت النصف الآخر من فريق العدو.  لم تنج هانسن وبودمور من التصفيات في سباق الفريق . 
في ألعاب الكومنولث 2018 ، فازت هانسن بالميدالية الفضية في سباق الفردي والبرونزية في كيرين، وكانت جزءًا من فريق نيوزيلندا (مع إيما كومينغ ) الذي فاز بالميدالية الفضية في سباق الفريق.   

## النتائج المهنية
2015
السباق الأول، أبطال السباق
بطولات أوقيانوسيا
2 كيرين
سباق الفريق الثاني (مع كاتي شوفيلد )
الثانية 500 م وقت المحاكمة
ثالث سباق
مهرجان السرعة
2 كيرين
الثاني سبرينت
2016
سباق الفريق الثاني، GP von Deutschland im Sprint (مع أوليفيا بودمور )
2017
ITS ملبورن - سباق الجائزة الكبرى على القرص
2 كيرين
ثالث سباق
3 سباق العدو، بطولة أوقيانوسيا
2018
ألعاب الكومنولث
ثاني فريق سبرينت
الثاني سبرينت
3 كيرين

## روابط خارجية
- ناتاشا هانسن  في موقع Cycling Archives سايكلنج أركايفز